# Equals (película)
Equals (en español "Almas Gemelas") es una película de drama romántico y ciencia ficción de 2015 dirigida por Drake Doremus, producida por Michael Pruss, Chip Diggins, Ann Ruak, Michael Schaefer, Ridley Scott y Jay Stern, y escrita por Nathan Parker a partir de una historia de Doremus. Está protagonizada por Nicholas Hoult y Kristen Stewart como dos personas diagnosticadas con una enfermedad que restaura su compasión y emociones humanas en un mundo distópico donde las emociones no existen. Guy Pearce y Jacki Weaver interpretan papeles secundarios.
La película tuvo su estreno mundial en la sección de competencia internacional en el 72.º Festival Internacional de Cine de Venecia. También tuvo su estreno en Norteamérica en el programa Special Presentations en el Festival Internacional de Cine de Toronto 2015. La película fue estrenada el 26 de mayo de 2016 en DirecTV Cinema antes de la lanzamiento limitado el 15 de julio por A24.

## Argumento
En una utopía distópica futurista, los ciudadanos, conocidos como "miembros", viven bajo el Colectivo, el cuerpo legislativo que supervisa las acciones de las personas. Los ciudadanos están mentalmente estabilizados y todas las emociones y la mayoría de las enfermedades están erradicadas, con emociones y actividad sexual contrarias a las reglas de la sociedad, y donde la concepción se realiza mediante inseminación artificial a través de una convocatoria de concepción.
Silas, un ciudadano, trabaja como ilustrador para Atmos. Una noche, al regresar a casa, ve a dos ciudadanos detenidos por funcionarios y se le recuerda una supuesta epidemia de Síndrome de Conmutación (SOS), una "enfermedad" de múltiples etapas que restaura las emociones humanas. Las personas que no se suicidan avanzan a la etapa cuatro y se encuentran detenidas en la temida Instalación de neuropatía emocional defectuosa (DEN), la institución del Colectivo, que nadie abandona. Al día siguiente en el trabajo, un empleado se lanza a su muerte y los trabajadores sin emociones analizan fríamente el momento. Silas es el único miembro del grupo que nota que su compañera de trabajo, Nia, tiene una reacción emocional. Más tarde, en una reunión de equipo, vuelve a ver que la expresión de Nia revela emociones.
Durante el transcurso del día siguiente, Silas se distrae durante una conferencia en Atmos, se duerme más a menudo y experimenta una pesadilla por primera vez. Él va para un chequeo y se hace amigo de un oficial llamado Jonas con la etapa 2 SOS. Silas se diagnostica con SOS en Etapa 1 y se le da una receta. Sin embargo, Silas empeora progresivamente, a medida que sus dibujos se vuelven emocionales y su interés por Nia crece. Un día, él sigue a Nia al baño y la consuela. Revela que ha tenido SOS durante más de un año, ocultándolo para evitar el descubrimiento y la ostracización. La besa, pero oye a Leonard, el gerente de la compañía, en el baño y conversa con él. Leonard ve la estación de trabajo de Nia encendida y revela que él ha estado monitoreando a Silas. Silas decide obtener un trabajo separado de Nia en una sección de jardinería.
Leonard presenta el reemplazo de Silas, Dominic, a Nia al día siguiente. Nia, durante una conversación con Dominic, sufre un leve ataque de ansiedad durante el almuerzo. Por la noche, mientras recoge sus recetas, Jonas invita a Silas a dar un paseo, y luego revela que es parte de un grupo de apoyo secreto y ofrece ayuda. Decide ir, y conoce a sus compañeros, Bess, Peter, Thomas, Gil, Max y Alice, y se entera de que los pacientes de DEN la mitad del tiempo, principalmente a través del estímulo, se suicidan. Nia luego aparece en su apartamento y tienen relaciones sexuales, acordando pasar más tiempo allí. A partir de entonces, la cura Ashby ENI para SOS se anuncia y crea con éxito. Asustados, los dos deciden ir a la Península, una sección de tierra aislada y primitiva, al desconcertado apoyo del grupo, que les advierte que nunca podrán regresar si tienen éxito. Jonas le da a Silas instrucciones para pedirle a Oliver, un piloto, que lo lleve a la Península. Silas y Nia hacen planes para ir a Wellington, el lugar más cercano a la frontera, el sábado. Sin embargo, Nia recibe una convocatoria de concepción y va a la clínica, donde descubre que está embarazada y, por lo tanto, la llevan al DEN.
En un estado de pánico, Silas visita a Jonas sobre la situación, quien le dice que se mantenga tranquilo y que regrese a casa. Deprimido, Silas se va a casa y se entristece. Bess, después de escuchar a Jonas y ver que Nia estaba en la Etapa 4, la lleva a una habitación con Jonas y Max y le informa a Nia sobre una paciente fallecida de la Etapa 3 SOS, Eva. Luego la ayudan a fingir su muerte cambiando los implantes de identidad con Eva, de modo que Eva se considera viva y Nia se considera muerta. Ella tiene éxito y deja el DEN pero no encuentra a Silas en su apartamento. Mientras tanto, Silas descubre que Bess, Jonas y Gilead fueron traicionados por Max y recibieron la cura. Él va al DEN donde le dicen que Nia murió y por eso contempla el suicidio en un tejado, pero obtiene la cura. Regresa a su apartamento y encuentra a Nia viva y que su tratamiento para SOS fue en vano. Él la recuerda, la amó y su plan de escape, pero no recuerda haberlo sentido. A la mañana siguiente, con el corazón roto de Nia, toman el tren de Wellington. Con algo de empatía por ella, y a través del contacto físico de tomar su mano, Silas revela que la cura no ha borrado sus sentimientos por Nia.

## Reparto
| Actor               | Personaje         |
| ------------------- | ----------------- |
| Nicholas Hoult      | Silas             |
| Kristen Stewart     | Nia               |
| Guy Pearce          | Jonas             |
| Jacki Weaver        | Bess              |
| David Selby         | Leonard           |
| Kate Lyn Sheil      | Kate              |
| Scott Lawrence      | Mark              |
| Kai Lennox          | Max               |
| Rebecca Hazlewood   | Zoe               |
| Rizwan Manji        | Gilead            |
| Teo Yoo             | Peter             |
| Umali Thilakarathne | Alice             |
| Aurora Perrineau    | Iris.             |
| Toby Huss           | George            |
| Bel Powley          | Rachel            |
| Tom Stokes          | Dominic           |
| Claudia Kim         | Voz. El colectivo |
| Charles Sosa        |                   |

## Producción
En octubre de 2013, se reveló que Drake Doremus dirigiría la película, con Kristen Stewart y Nicholas Hoult como protagonistas. En junio de 2014, Guy Pearce se unió a la película, y también anunció que el guion de la película fue escrito por Nathan Parker, con Ridley Scott, Michael Schaefer, Ann Ruark y Jay Stern produciendo la cinta, mientras que Chip Diggins la producirá bajo Route One; Mike Pruss, Lee Jae Woo, Choi Pyung Ho y Russell Levine serían los productores ejecutivos. En julio de 2014, Kate Lyn Sheil, Aurora Perrineau y Jacki Weaver, se unieron al elenco de la película. Inicialmente, el proyecto se situó en Indian Paintbrush.

### Filmación
Doremus, Stewart, Hoult y el productor Michael Pruss asistieron a una conferencia de prensa en Tokio el 2 de agosto de 2014 para anunciar el comienzo de la película. La fotografía principal comenzó el 4 de agosto de 2014 en Japón y continuó hasta el 28 del mismo mes, después de lo cual la producción se trasladó a Singapur por otras tres semanas. La filmación comenzó oficialmente en Singapur el 26 de septiembre de 2014.

### Controversia de vestuario
En agosto de 2016, Abby O'Sullivan protestó por el hecho de que tenía que compartir el crédito de diseño de vestuario con Alana Morshead, la novia de Doremus que anteriormente había trabajado como actriz y estilista y no estaba involucrada en las tareas de fabricación o producción relacionadas con la película.

## Estreno
En septiembre de 2014, se lanzó la primera imagen de la película. Equals fue vendida por Mister Smith Entertainment a más de 35 territorios para su distribución en Marché du Film durante el Festival de Cannes. El 29 de julio de 2015, se anunció que Equals había sido seleccionado para competir por el León de Oro en el Festival Internacional de Cine de Venecia de 2015 y tuvo su estreno mundial el 5 de septiembre. El 18 de agosto de 2015, se anunció que la película fue seleccionada para su estreno en Norteamérica en el Festival Internacional de Cine de Toronto de 2015. El 16 de octubre de 2015, se anunció que A24 Films junto con DirecTV Cinema habían adquirido los derechos de distribución de la película. La película fue lanzada en DirecTV Cinema el 26 de mayo de 2016, antes de estrenarse de manera limitada el 15 de julio de 2016.

## Recepción
La película ha recibido opiniones mixtas de críticos. El sitio web recopilador de reseñas Rotten Tomatoes le dio a la película una calificación del 35% con base en 66 revisiones con un puntaje promedio ponderado de 5/10. El consenso crítico del sitio dice: "Almas Gemelas es un deleite para tus ojos, pero su diseño futurista no es suficiente para compensar su ritmo taimado e historia sin dirección". Metacritic le asignó a la película un puntaje de 43 de 100, basado en 27 críticas, lo que indica "críticas mixtas o promedio". Mientras que las audiencias en general le dieron un 62 de 100.
Peter Debruge de Variety, dándole a la película una crítica positiva, dijo: "Kristen Stewart y Nicholas Hoult son ciudadanos que viven en un futuro libre de emociones y luchan por comprender la atracción que sienten el uno por el otro en este elegante, aunque simplista, romance de ciencia ficción ". Mientras que, IndieWire le dio a la película una C-, escribiendo que "la maravilla real, el prodigio y el misterio sin aliento de Equals puede ser que algo tan deslumbrantemente blanco puede ser tan aburrido".